# باچنا (استان اشوی‌داشکسیه)
باچنا (به لهستانی: Baczyna) یک منطقهٔ مسکونی در لهستان است که در گمینا کونگسکیه واقع شده‌است. باچنا ۱۷۰ نفر جمعیت دارد.